# Philip Stone
Philip Stone (Leeds, 14 aprile 1924 – Londra, 15 giugno 2003) è stato un attore inglese.

## Biografia
Stone è stato l'unico attore ad apparire in tre film consecutivi di Stanley Kubrick. 
In primo luogo, ha interpretato il padre del personaggio centrale Alex in Arancia meccanica (1971). Successivamente, ha interpretato Graham, l'avvocato della famiglia Lyndon, in Barry Lyndon (1975), e Delbert Grady, il precedente custode dell'albergo in Shining (1980). 
Stone fu scoperto quando Kubrick lo vide recitare nella commedia teatrale The Contractor di David Storey. L'unico altro attore accreditato in tre film di Kubrick è Joe Turkel.
Tra gli altri ruoli cinematografici di Stone figurano Agente 007 - Thunderball (Operazione tuono), Dove osano le aquile, Flash Gordon, Gli ultimi 10 giorni di Hitler e Indiana Jones e il tempio maledetto. Nel film d'animazione del 1978, Il Signore degli Anelli, ha doppiato il ruolo di Théoden.
Stone è apparso anche in serie televisive popolari, tra cui i primi due episodi di The Avengers (uno dei due soli attori ospiti - l'altro è Warren Mitchell - ad aver interpretato due volte lo stesso ruolo nella serie).

## Filmografia parziale

### Cinema
- Assedio alla Terra (Unearthly Stranger), regia di John Krish (1963)
- Agente 007 - Thunderball (Operazione tuono) (Thunderball), regia di Terence Young (1965) - non accreditato
- Dove osano le aquile (Where Eagles Dare), regia di Brian G. Hutton (1968)
- Frammenti di paura (Fragment of Fear), regia di Richard C. Sarafian (1970)
- Intrigo pericoloso (The Man Who Had Power Over Women), regia di John Krish (1970)
- Il caso Trafford (Quest for Love), regia di Ralph Thomas (1971)
- Arancia meccanica (A Clockwork Orange), regia di Stanley Kubrick (1971)
- O Lucky Man!, regia di Lindsay Anderson (1973)
- Gli ultimi 10 giorni di Hitler (Hitler: The Last Ten Days), regia di Ennio De Concini (1973)
- Barry Lyndon, regia di Stanley Kubrick (1975)
- La nave dei dannati (Voyage of the Damned), regia di Stuart Rosenberg (1976)
- Il tocco della medusa (The Medusa Touch), regia di Jack Gold (1978)
- Shining (The Shining), regia di Stanley Kubrick (1980)
- Flash Gordon, regia di Mike Hodges (1980)
- Ghiaccio verde (Green Ice), regia di Ernest Day (1981)
- Indiana Jones e il tempio maledetto (Indiana Jones and the Temple of Doom), regia di Steven Spielberg (1984)
- Il bambino di Mâcon (The Baby of Mâcon), regia di Peter Greenaway (1992)
- Quattro matrimoni e un funerale (Four Weddings and a Funeral), regia di Mike Newell (1994) - non accreditato

### Televisione
- S.O.S. Titanic, regia di William Hale – film TV (1979)
- Mosè (Moses) – miniserie TV (1995)

## Doppiatori italiani
Nelle versioni in italiano delle opere in cui ha recitato, Philip Stone è stato doppiato da:
- Gianni Bonagura in Arancia meccanica, Barry Lyndon, Shining
- Luciano Melani in Il bambino di Mâcon
- Sergio Graziani in Mosè